# Sindrome dell'X fragile
La sindrome dell'X fragile (o sindrome di Martin-Bell o FRAX) è una malattia genetica umana descritta nel 1943 da Purdon Martin.

## Cause e caratteristiche
La sindrome è causata dalla mutazione del gene FMR1 sul cromosoma X, mutazione presente in un maschio su 4000 e in una femmina su 6000. Circa 1 su 256 donne sono portatrici di X-Fragile e possono trasmetterlo ai loro figli. Circa 1 su 800 maschi sono affetti da sindrome dell'X fragile; le loro figlie saranno, a loro volta, portatrici del gene. Si contende con la sindrome di Down il primato come causa genetica più comune di disabilità intellettiva.
Normalmente il gene FMR1 contiene tra 6 e 53 ripetizioni del codone CGG (ripetizioni di trinucleotidi). Negli individui affetti dalla sindrome dell'X fragile, l'allele FMR1 ha più di 230 ripetizioni di questo codone. Questo grado di espansione provoca la metilazione delle citosine nel promotore del gene FMR1, con conseguente silenziamento dell'espressione del gene FMR1. La metilazione del locus FMR1, che è situato nella banda cromosomica Xq27.3, provoca in quel punto la costrizione e la fragilità del cromosoma X, fenomeno che dà il nome alla sindrome.
I maschi portatori di un gene FMR1 con una significativa espansione del tripletto CGG presentano i sintomi della malattia, visto che normalmente possiedono una sola copia del cromosoma X. Le femmine, invece, possiedono due copie del cromosoma X e pertanto hanno una probabilità maggiore di possedere almeno un allele funzionante. Le donne portatrici di un gene FMR1 espanso su di uno solo dei due cromosomi X possono presentare alcuni sintomi della malattia o nessuno.
A parte il ritardo mentale di grado variabile da moderato a severo, altre evidenti caratteristiche della sindrome sono il volto allungato, grandi orecchie, grossi testicoli (macrorchidismo), e basso tono muscolare. Le caratteristiche comportamentali possono comprendere movimenti stereotipati (ad esempio, battere le mani) e sviluppo sociale atipico, in particolare timidezza e limitato contatto con gli occhi dell'interlocutore. Alcuni individui affetti dalla sindrome dell'X fragile rientrano inoltre nei criteri diagnostici dell'autismo. Alcuni di essi hanno abilità particolari e riescono a compiere azioni che bambini normali non riescono, come ricordare intere rubriche a memoria o essere imbattibili ad alcuni giochi elettronici e da tavolo.
La mutazione e metilazione del gene FMR1 porta all'abolizione della produzione della proteina per cui il gene FMR1 codifica, detta FMRP (fragile X-mental retardation protein). FMRP è una proteina legante gli RNA (RNA-binding protein) espressa soprattutto nei testicoli e nel cervello, i tessuti più colpiti dalla sindrome. FMRP si associa ad RNA messaggeri codificanti importanti proteine neuronali, e ne regola alcuni aspetti essenziali, quali il trasporto lungo i dendriti verso le sinapsi e la traduzione in proteine. In assenza di FMRP, molti degli RNA messaggeri bersaglio della proteina sono deregolati e sono maggiormente tradotti in proteina. Emergono inoltre nuove funzioni molecolari della proteina, quali la regolazione della stabilità degli RNA messaggeri.
Anche se non esiste ancora una cura per la sindrome, c'è la speranza che una migliore comprensione delle sue cause possa portare a nuove terapie. Al momento, la sindrome può essere trattata attraverso una terapia del comportamento, un'educazione speciale, e quando necessario, con un trattamento delle anomalie fisiche. Si consigliano le persone che hanno dei parenti affetti dalla sindrome dell'X fragile di contattare dei genetisti per valutare la probabilità di avere figli malati, e per conoscere la gravità dei problemi che potrebbero presentare i discendenti affetti dalla sindrome.

## Sindromi correlate
Sindrome tremore/atassia FXTAS
Si manifesta generalmente tra i 50 e gli 80 anni. I sintomi che i familiari possono notare, purtroppo spesso attribuiti all'invecchiamento, sono:  tremori “intenzionali”, ovvero tremori che intervengono durante un movimento volontario come il tentativo di afferrare un oggetto, versare da bere oppure scrivere; problemi di equilibrio (atassia), che causano cadute o instabilità mentre si cammina; addormentamento delle estremità (neuropatia periferica); cambiamenti d'umore, irritabilità ed altre alterazioni della personalità; perdita della memoria a breve termine e progressivo declino intellettivo. La diagnosi per FXTAS è positiva se nel paziente vengono riscontrati:  1) i sintomi appena descritti durante un esame neurologico; 2) la premutazione attraverso il test del DNA; 3) segni compatibili con FXTAS alla risonanza magnetica, come ad esempio lesioni della sostanza bianca del cervello (tipica è l'iperintensità in T2 dei peduncoli cerebellari medi) oppure atrofia generalizzata della corteccia.
La FXTAS è una condizione progressiva, che inizialmente si può manifestare con sintomi piuttosto lievi che si aggravano col passare del tempo. Ad ogni modo, la progressione della malattia può variare molto da persona a persona. Molti pazienti mantengono una buona funzionalità per anni, persino per decenni, fino a quando diventa difficile eseguire dei compiti giornalieri oppure camminare senza sostegno. Altri pazienti mostrano solo tremore e/o atassia e non hanno disturbi cognitivi o psichiatrici.  I portatori della premutazione del gene FMR1 oltre i 50 anni di età sono a rischio di FXTAS. La condizione, al momento, non è mai stata riportata in pazienti con la mutazione completa. Inoltre, la FXTAS si manifesta più frequentemente e con maggiore gravità negli uomini. Gli esperti ritengono che almeno un terzo dei portatori di sesso maschile sia a rischio di sviluppare i sintomi. Ancora non è disponibile una cura per la FXTAS, ma i sintomi possono essere trattati per ridurne la gravità e la progressione. Specifici farmaci possono dunque essere prescritti per alleviare i tremori e i sintomi fisici e psichici. La terapia occupazionale, la psicoterapia e la fisioterapia possono essere d'aiuto.
La FXTAS è spesso confusa in sede diagnostica con altre condizioni, tra cui il morbo di Parkinson, il morbo di Alzheimer, la demenza, l'ictus e la neuropatia periferica. Chiunque manifesti i sintomi sopra indicati dovrebbe contattare il proprio medico di famiglia e richiedere il consulto con un neurologo.
Insufficienza ovarica precoce FXPOI
È una condizione che si manifesta con una ridotta o anomala attività ovarica. Tra le sue conseguenze ci sono forme di infertilità o “subfertilità”, cicli mestruali irregolari o assenti, “fallimento” ovarico prematuro (POF) con associata menopausa ed anomalie nei livelli ormonali (innalzamento dell'FSH). Per POF si intende l'interruzione delle mestruazioni prima dei 40 anni di età. Rappresenta la forma più grave di FXPOI. Anche donne non portatrici di premutazione possono andare incontro a insufficienza ovarica precoce (POI) o “fallimento” ovarico prematuro (POF) per altre cause.
Anche se la FXPOI somiglia alla menopausa per alcuni sintomi, quali caldane e secchezza vaginale, la FXPOI non equivale alla menopausa. Infatti, si differenzia per due aspetti importanti: 1) una donna affetta dalla FXPOI può occasionalmente rimanere incinta, perché le sue ovaie sono ancora in grado di rilasciare gli ovociti. Al contrario, una donna in menopausa non può rimanere incinta perché la produzione di ovociti è terminata. 2) una donna con FXPOI potrebbe avere nuovamente dei cicli mestruali, ma non una donna in menopausa.
Studi clinici hanno dimostrato che il 20-25% delle donne con una premutazione del gene FMR1 sviluppa la FXPOI.
1) Le donne con premutazione spesso entrano in menopausa in media cinque anni prima delle non-portatrici.
2) A causa delle alterazioni nei livelli ormonali che accompagna questa condizione, le donne con FXPOI sono a rischio di osteoporosi ad un'età più precoce.
3) Le donne portatrici della premutazione non sono necessariamente meno fertili, per cui è necessario assumere delle precauzioni contraccettive se non si desidera rimanere incinte.
4) Le donne con la premutazione corrono il rischio di avere figli con sindrome X fragile, che può causare varie forme di disabilità intellettiva, ritardo nello sviluppo del linguaggio e disturbi comportamentali.
5) Poiché sono a rischio di FXPOI, le donne con la premutazione che desiderino utilizzare la diagnosi genetica pre-impianto (PGD) a seguito della fecondazione assistita per concepire figli senza sindrome X fragile, dovrebbero verificare la propria idoneità a tali procedure sottoponendosi ad un test della riserva ovarica (noto anche come test FSH).
6) Le donne con la premutazione potrebbero sviluppare la FXTAS, anche se questa condizione si manifesta più comunemente negli uomini. Ad oggi, il rischio per le donne risulta piuttosto modesto.
7) Anche i familiari di portatrici potrebbero presentare la premutazione. In questo caso, possono andare incontro agli stessi rischi elencati finora.

## Ereditarietà
La sindrome dell'X-fragile è sempre stata considerata X-legata dominante, con espressività variabile e ridotta penetranza. Tuttavia a causa dell’anticipazione genica e dell’inattivazione della X nelle femmine, alcuni studiosi hanno suggerito di smettere di considerare l’ereditarietà di questa patologia semplicisticamente X-legata dominante. Le femmine affette da mutazione di FMR1 possono avere un fenotipo attenuato rispetto ai maschi, a causa della variabilità dell’inattivazione.
Prima della scoperta del gene FMR1, l’analisi degli alberi genealogici mostrava la presenza di maschi portatori asintomatici (premutati), con nipoti maggiormente affetti rispetto ai loro fratelli, mostrando la presenza di un’anticipazione genetica. Questa tendenza delle future generazioni di essere affetti con più alta frequenza divenne noto come Paradosso di Sherman. A causa di ciò i figli hanno spesso sintomi maggiori delle loro madri.
La spiegazione per questo fenomeno è che i maschi portatori trasmettono la loro premutazione a tutte le figlie femmine, senza che l’espansione della tripletta CGG aumenti durante la meiosi spermatica. Addirittura può capitare che, maschi con una mutazione completa, passino solamente la premutazione alle figlie femmine.
Invece le femmine con mutazione completa hanno la possibilità trasmetterla completamente, quindi teoricamente ci sarà un 50% di possibilità che i figli siano affetti. Tuttavia vi è un’alta probabilità che si verifichi una notevole amplificazione delle ripetizioni CGG nella meiosi femminile, quindi, in base alla lunghezza della loro premutazione, possono trasmettere ai figli una mutazione completa.